# Ерік Вішаус
Ерік Вішаус (англ. Eric F. Wieschaus; нар. 8 червня, 1947,  Саут-Бенд, Індіана) — американський біолог, лауреат  Нобелівської премії з фізіології і медицини 1995 року «за відкриття , що стосуються генетичного контролю на ранній стадії ембріонального розвитку». Професор молекулярної біології Принстонського університету.

## Біографія
Ерік Вішаус народився 8 червня 1947 року в Саут-Бенд (Індіана). Там же закінчив Університет Нотр-Дам в 1969 по спеціальністі «біологія», а в 1974 році захистив дисертацію з біології в  Єльському університеті. З 1978 року працював в  Європейській молекулярно-біологічній лабораторії (EMBL, Гейдельберг), а у 1981 році повернувся в США у Принстонський університет.

## Науковий внесок
Дослідницька робота Еріка Вішауса сфокусована на  ембріогенезі дрозофіли - фруктової мушки Drosophila melanogaster, особливо на змінах, які відбуваються на ранніх етапах розвитку в ембріоні. Більшість продуктів генів, які беруть участь у розвитку ембріона, присутні вже на стадії незаплідненої яйцеклітини, і синтезуються в  організмі матері під час оогенезу. Однак невелика частина генних продуктів утворюється самим ембріоном. Вішаус досліджував саме ці активні гени ембріона, оскільки вважав, що часовий і просторовий профілі транскрипції є тим механізмом запуску, який визначає ембріональний розвиток.
У 1995 році Ерік Вішаус разом з  Едвардом Льюїсом та  Крістіаною Нюсляйн-Фольхард отримав  Нобелівську премію з фізіології і медицини за відкриття генетичного контролю ембріонального розвитку. З 2005 року Вішаус — іменний професор Принстонського університету і асоційований професор біохімії медичної школи Університету Нью-Джерсі.